# Laphria gilva
Laphria gilva är en tvåvingeart som först beskrevs av Carl von Linné 1758.  Laphria gilva ingår i släktet Laphria och familjen rovflugor. Inga underarter finns listade i Catalogue of Life.